# Jennifer Grey
Pour les articles homonymes, voir Grey.
Jennifer Grey, née le 26 mars 1960, est une actrice américaine.
Elle est surtout connue pour avoir joué le rôle de « Bébé » dans le film Dirty Dancing (1987), aux côtés de Patrick Swayze.

## Biographie
Jennifer Grey est la fille de l'acteur Joel Grey et de l'ancienne chanteuse et actrice Jo Wilder (née Brower).
En 2010, elle remporte la saison 11 de l'émission de télé-réalité Dancing with the Stars avec Derek Hough comme partenaire.

## Vie privée
Après avoir été fiancée aux acteurs Matthew Broderick et Johnny Depp, elle se marie en 2001 avec Clark Gregg, avec lequel elle a  une fille prénommée Stella, née le 3 décembre 2001. Ils se séparent en 2020.
Le 5 août 1987, Matthew Broderick et Jennifer Grey, en vacances en Irlande du Nord, ont un accident de voiture impliquant un autre véhicule. La conductrice, Anna Gallagher, et sa mère, Margaret Doherty, sont tuées sur le coup. Matthew Broderick est sévèrement blessé. Il souffre de nombreuses fractures (aux jambes et aux côtes) ainsi que d'une commotion cérébrale. Jennifer Grey n'est que légèrement touchée. Matthew Broderick, sobre lors de l'accident, écopera d'une simple amende de 175 £.

## Filmographie

### Cinéma

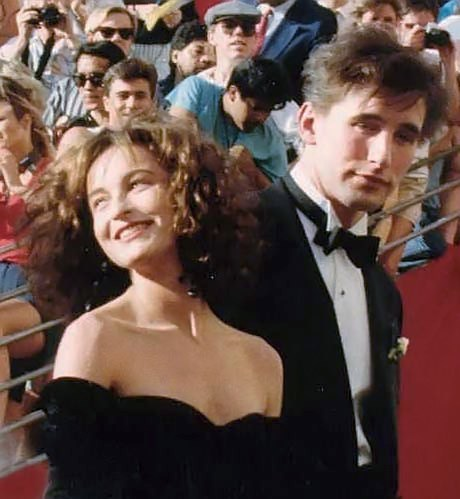
Jennifer Grey avec William Baldwin lors des Oscars 1988.

- 1984 : Reckless de James Foley : Cathy Bennario
- 1984 : L'Aube rouge (Red Dawn) de John Milius : Toni
- 1984 : Cotton Club de Francis Ford Coppola : Patsy Dwyer
- 1985 : Le Prix de l'exploit : Leslie
- 1986 : La Folle journée de Ferris Bueller : Jeanie Bueller
- 1987 : Dirty Dancing : Frances « Baby » Houseman (Frédérique « Bébé » Houseman en VF)
- 1988 : Gandahar : Airelle
- 1989 : Bloodhounds of Broadway : Lovey Lou
- 1990 : If the Shoe Fits : Kelly Carter
- 1992 : Wind : Kate Bass
- 1996 : Portraits de l'innocence : Elaine Taylor
- 1996 : Lover's Knot : Megan Forrester
- 1997 : Red Meat : Candice
- 2000 : Un amour infini : Janice Guerrero
- 2001 : Ritual : Dr Alice Dodgson
- 2006 : L'Amour en cadeau : Célébrité
- 2008 : Redbelt : Lucy Weiss
- 2008 : Keith : Caroline
- 2012 : In Your Eyes : Diane
- 2024 : A Real Pain de  Jesse Eisenberg : Marcia

### Télévision

#### Téléfilms
- 1990 : Murder in Mississippi (en) : Rita Schwerner
- 1990 : Innocence coupable : Liz Carter
- 1990 : Le Soulier magique : Kelly Carter / Prudence
- 1991 : Eyes of Witness : Christine Baxter
- 1993 : Seul dans la nuit (A Case for Murder) : Kate Weldon
- 1995 : The West Side Waltz : Robin Ouiseau
- 1997 : The Player : Stephanie Granatelli
- 1998 : Outrage : Sally Casey
- 2006 : Road to Christmas : Claire Jameson
- 2011 : Voleurs de stars (The Bling Ring) : Iris Garvey
- 2023 : Gourou minceur: le scandale Gwen Shamblin : Gwen Shamblin[5]

#### Séries télévisées
- 1984-1985 : ABC Afterschool Special : Carol Durate / Laura Biler
- 1986 : Equalizer : Valerie Jacobs
- 1995 : Fallen Angels : Ginger Allen
- 1995 : Friends : Mindy
- 1998 : Dix ans plus tard : Patty Reed
- 1999-2000 : It's Like, You Know... : elle-même
- 2007 : John from Cincinnati : Daphne
- 2008-2009 : Phinéas et Ferb : Dr Gevaarlijk / Louisa Patel / Librarian
- 2009 : Old Christine : Tracey
- 2010 : Dr House, épisode House-sitter (7-5) : Abbey
- 2015-2017 : Red Oaks : Judy Meyers
- 2019 :  Grey's Anatomy, épisodes 13, 14 et 15, saison 15 : Carol Dickinson

#### Émission
- 2010 : Dancing with the Stars : elle-même

## Voix françaises
- Virginie Ledieu dans :
  - Dirty Dancing (1987)
  - Voleurs de stars (2011)
  - Red Oaks (2014-2017)

- Laurence Crouzet dans L'Aube rouge (1984)
- Dorothée Jemma dans Cotton Club (1984)
- Anne Rondeleux dans La Folle Journée de Ferris Bueller (1986)
- Natacha Muller dans Il était une fois Broadway (1989)
- Patricia Piazza dans Grey's Anatomy (2019)
- Annie Le Youdec dans A Real Pain (2024)